# Hippe (Werkzeug)
Eine Hippe (auch Heppe, Häbe, Hape, Knipp, Säsle, Sesel, Winzer- bzw. Rebmesser, Schneier oder Gertel) ist ein Werkzeug, das je nach Größe und Ausführung zu unterschiedlichen Arbeiten in der Land- und Forstwirtschaft, im Wein- und im Gartenbau verwendet wird. Typisch ist die sichelförmig geschwungene Klinge mit einer mehr oder weniger nach unten gebogenen Spitze. Unter Beibehaltung dieser Grundform haben sich je nach Region und Verwendungsart im Laufe der Jahrhunderte die unterschiedlichsten Varianten entwickelt. Hippenförmige Werkzeuge sind in vielen Ländern Europas seit der Römerzeit bekannt und teilweise, etwa in der Forstwirtschaft und im Gartenbau, bis heute gebräuchlich.
Hippen mit schwerer Klinge werden wie Buschmesser als Haumesser verwendet. Die Schwungmasse von Klinge und gekrümmter Spitze ermöglicht das Abschlagen von Zweigen und Stauden. Die Krümmung der Spitze verhindert, dass das Messer dabei an stärkeren Ästen oder beim bodennahen Arbeiten an Steinen hängenbleibt. Auch Span- und Scheitholz können mit Haumessern geschnitten bzw. abgespalten werden.
Rebmesser und Gartenhippen sind demgegenüber wesentlich kleiner und leichter und werden zum Schneiden statt zum Schlagen verwendet.
Größere Hippen wurden früher auch als Waffen verwendet (siehe dazu Hippe (Waffe)) und hatten teilweise eigene, heute noch gebräuchliche Bezeichnungen, wie das Säsle für ein mittelalterliches Kurzschwert oder das (oder der) Sax, wobei der Begriff etwa im pfälzischen Raum auch auf das als Sesel bezeichnete Rebmesser überging. Andere regionale Bezeichnungen haben ihren Ursprung in der von den Römern verwendeten Falx.
Rebmesser sind auf zahlreichen Gemeindewappen abgebildet. Hippenförmige Werkzeuge wurden früher kunstvoll verziert, etwa das Knipp im Siegerland oder die Griffe von Rebmessern in der Pfalz.
In manchen Regionen haben Hippen bis heute eine kulturelle Bedeutung, so in England, wo das Sammeln der billhooks auch in Vereinen gepflegt wird.
In der Literatur wurde die Hippe ähnlich der Sense als Allegorie für den Tod verwendet.

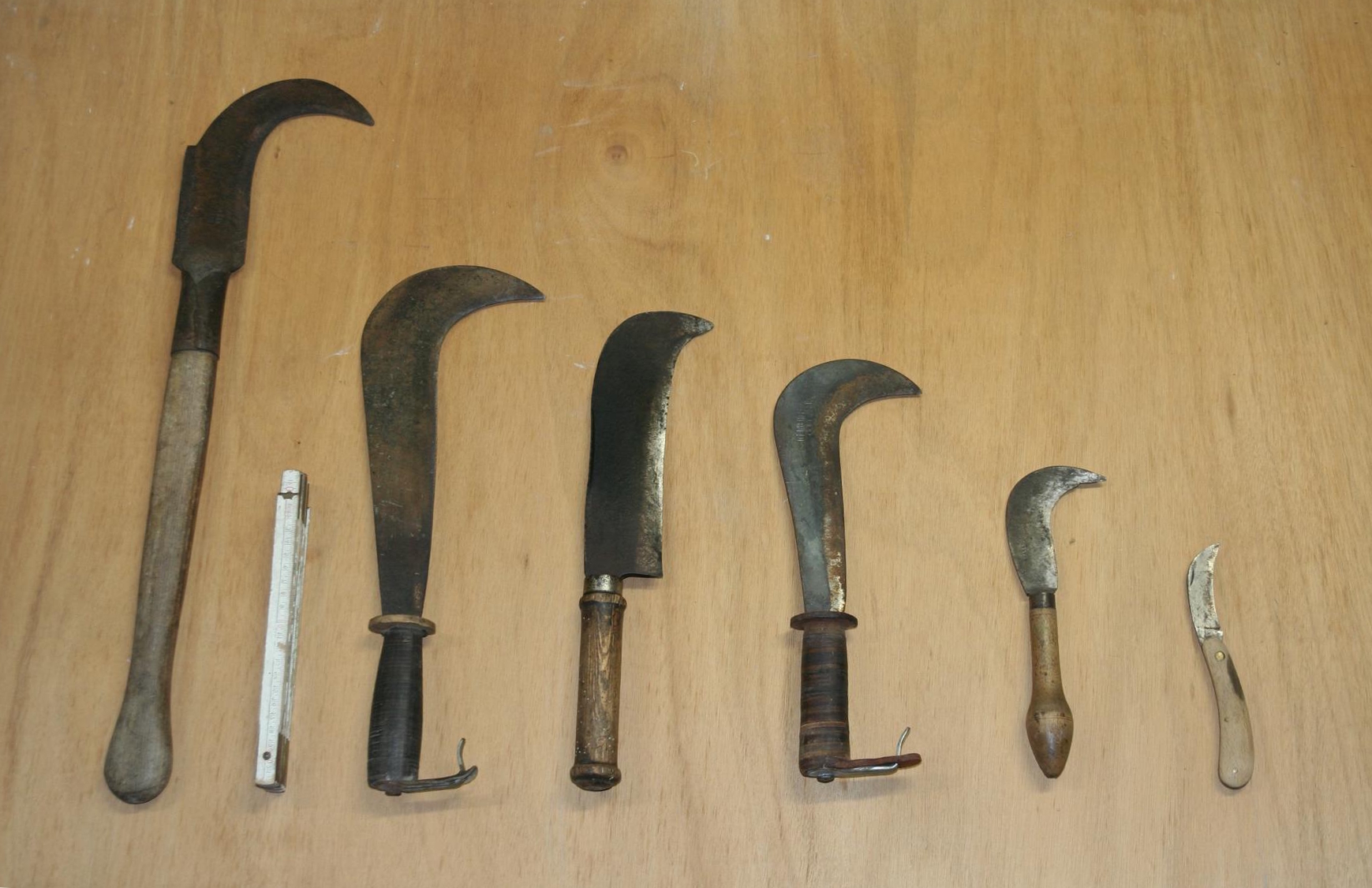
Stielhippe, (Zollstock zum Größenvergleich), Schweizer Gertel, Säsli (Breisgau), Staudenroncola (Piemont), Rebmesser (Markgräflerland); Gärtnerhippe

## Bezeichnungen
Martin Luther verwendete 1522 die ostmitteldeutsche Bezeichnung „Hippe“ für Sichelmesser, Handbeil viermal für die Übersetzung des griechischen δρέπανον (drépanon) (Offenb. 14,17–19) und führte sie damit ins Neuhochdeutsch ein. Die althochdeutschen Varianten hā̌bba, hā̌ppa, hebba, heppa führen über urgermanisch *hā̌ҍjō, *hē̌ҍjō bzw. *habbō auf indogermanisch *(s)kē̌p-, *(s)kō̌p-, *(s)kā̌p- zurück.
Die Bezeichnung Hippe wurde jedoch regional auch synonym zu Sichel verwendet. Im Wörterbuch der deutschen Synonymen wird dazu folgendes vermerkt: Die Hippe bed. ein an einem längeren oder kürzeren Stiele befestigtes gekrümmtes Schneidewerkzeug zum Abschneiden wie Abhauen. So wird nicht allein die Sichel dichterisch noch Hippe genannt, sondern es heißt auch gewöhnlich so z. B. das gekrümmte Gartenmesser zum Beschneiden der Bäume u.s.w., das gekrümmte Winzermesser zum Beschneiden der Weinstöcke, das kleine gekrümmte Messer zum Beschneiden der Blumen, – die Gartenhippe, Winzerhippe (Rebmesser), Blumenhippe. Weiter wird dort angemerkt: „Die Hippe ist Nebenform v. d. gleichbed. ahd ‚diu happa‘, mhd. happa, landschaftl. auch Heppe, Häpe (am Niederrhein), Hâpe (in Wirtemberg) u.s.w.“.
In Südbaden, im Elsass und in der Schweiz wird die Hippe in einer längeren Ausführung mit 40 cm eingesetzt und unter anderem als Säsli (Breisgau, Ortenau und mittlerer Schwarzwald) oder Gertel (Schweiz und angrenzendes Markgräflerland) bezeichnet. Alleine in Südbaden sind dreizehn Namen bekannt, so neben dem Gertel und dem Säsli örtliche Bezeichnungen wie Bäcksel, Dechsel, Schnäker, Riisäsli, Gertmesser oder Häpe. Im Schwäbischen ist auch die Bezeichnung Hoob gebräuchlich. In anderen Teilen Schwabens, so in der bayerischen Region Schwaben um Augsburg, wird die Hippe (Reisachmesser) auch als Schnaier bezeichnet, im Mindeltal in der Abwandlung Schnaiter.
Die Bezeichnung Säsli (oder Sächsli) leitet sich von dem im Mittelalter von den Sachsen verwendeten Kurzschwert, dem Sax, ab. Aus ahd. gertari oder kertari „Messer zum Abschneiden oder Abhauen von Reisern“ hat sich über mhd. gerter und gertel die Bezeichnung Gertel entwickelt. Im Walsermuseum in Alagna Valsesia findet sich ein Ausstellungsstück eines Haumessers, das dort als Pfailtscha, abgeleitet von italienisch falce „Falx“, bezeichnet wird.
Im Siegerland werden neben der Bezeichnung Knipp auch Häbe, Häpe und Häwe verwendet. Dort ist der Knipp Bestandteil im Wappen des Landkreises Siegen-Wittgenstein.
In Österreich ist die Bezeichnung Praxe für die haumesserartige Hippenform verbreitet. So nennt Machatschek für Kärnten die Bezeichnung Braxe oder Praxn. Die in der Jagd verwendete Praxe hat keine gebogene Klinge.
In Luxemburg heißen die haumessergroßen Hippen Hipp, Héip, Häpp oder Heep, in einigen Gegenden werden sie nach ihrer Form auch als Kromm, Krëmmes oder Krummeß bezeichnet (Luxemburger Wörterbuch), (Der Weinbau an Mosel und Saar 1845) während in der Pfalz die gekrümmten Rebmesser Sesel genannt werden. Das ebenfalls in der Pfalz verwendete Wort Sächsel bezeichnet auch das „Winzermesser mit gekrümmter Schneide zum Abschneiden der Trauben oder zum Rebschnitt“, hat darüber hinaus in manchen Orten weitere Bedeutungen wie „schwach sichelartig gebogenes Messer zum Hauen“, „Messer zur Pflege der Obstbäume“ oder „gebogenes Messer zum Schneiden von Weiden“. Nach dem Pfälzischen Wörterbuch leiten sich diese Bezeichnungen von ahd. sahsilîn, sehselin ab und sind eine Verkleinerungsform zu ahd. sahs „Schwert, Messer“ und haben damit die gleiche Wurzel wie das südbadische Säsli.
Weitere Bezeichnungen sind Laubmesser, Haumesser, Gertmesser, Spitzmesser, Hagmesser, Stockmesser oder Holzmesser. Eine regionale Besonderheit stellt die Bezeichnung Stäckespitzer in einigen Weinbauorten im Kaiserstuhl und am Tuniberg dar. Hier wurden mit dem Haumesser insbesondere Rebpfähle (Rebstecken) angespitzt, weshalb in diesen Gemeinden die ansonsten im Breisgau ansonsten verbreitete Bezeichnung Säsli nicht üblich ist.
Für die kleinen Varianten, mit denen Reben geschnitten werden oder die für Gartenarbeiten benutzt werden, gibt es ebenfalls eine Vielfalt an regionalen Bezeichnungen bzw. das Messer wird in ein und derselben Gegend nach der Funktion unterschiedlich benannt. Diese sollte auch unbedingt beachtet werden, denn Sicheln sind in der Regel Schneidwerkzeuge, während Gertel, Praxe und Hääp (Hunsrück) Haumesser sind. Diese unterschiedlichen Einsatzbereiche drücken sich selbstredend auch in der Klingengeometrie und Dimensionierung aus. Während die Hauwerkzeuge kräftige Klingen mit Schneidwinkeln ab 30° aufweisen, sind Sicheln meist filigran geschmiedet und haben dünne Klingen, die sich sehr scharf schleifen lassen.
Beispielsweise ist in Südtirol für hippenförmige Messer, die zum Rebenschneiden verwendet werden, die Bezeichnung Runggl oder Runggel verbreitet, während Rebmesser, die bei der Traubenlese verwendet werden, in manchen Orten als Reber oder Raggaun bezeichnet werden. Das Wort Runggel leitet sich vom italienischen Roncola ab, dem Wort für eine kleine Hippe. Im Raum Bern ist die Bezeichnung Rebmutz bekannt.
In Frankreich ist das gewöhnliche massive Haumesser für den Rebschnitt die Serpe, die in der Provence verbreitete zweischneidige Sonderform die Poudadouire. Die Serpette steht als Diminutiv des Substantivs Serpe für das leichtere bei der Traubenlese benutzte Messer.

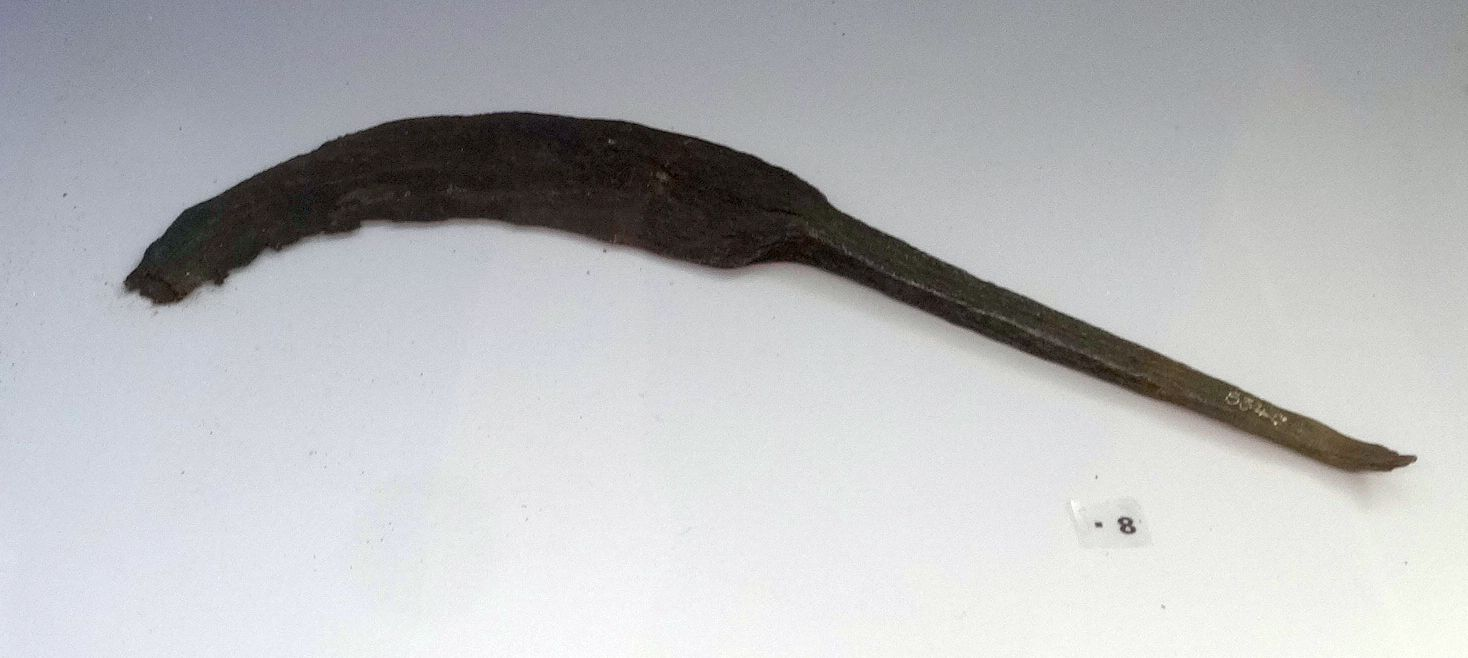
Sächsische Hippe, 13. oder 14. Jahrhundert. Heute Hoflößnitz
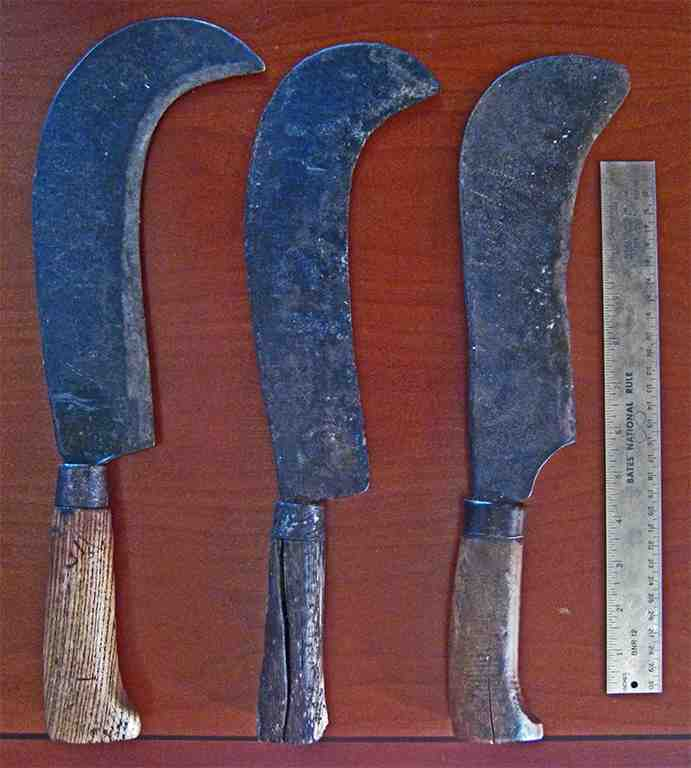
Billhooks (Kent/England)
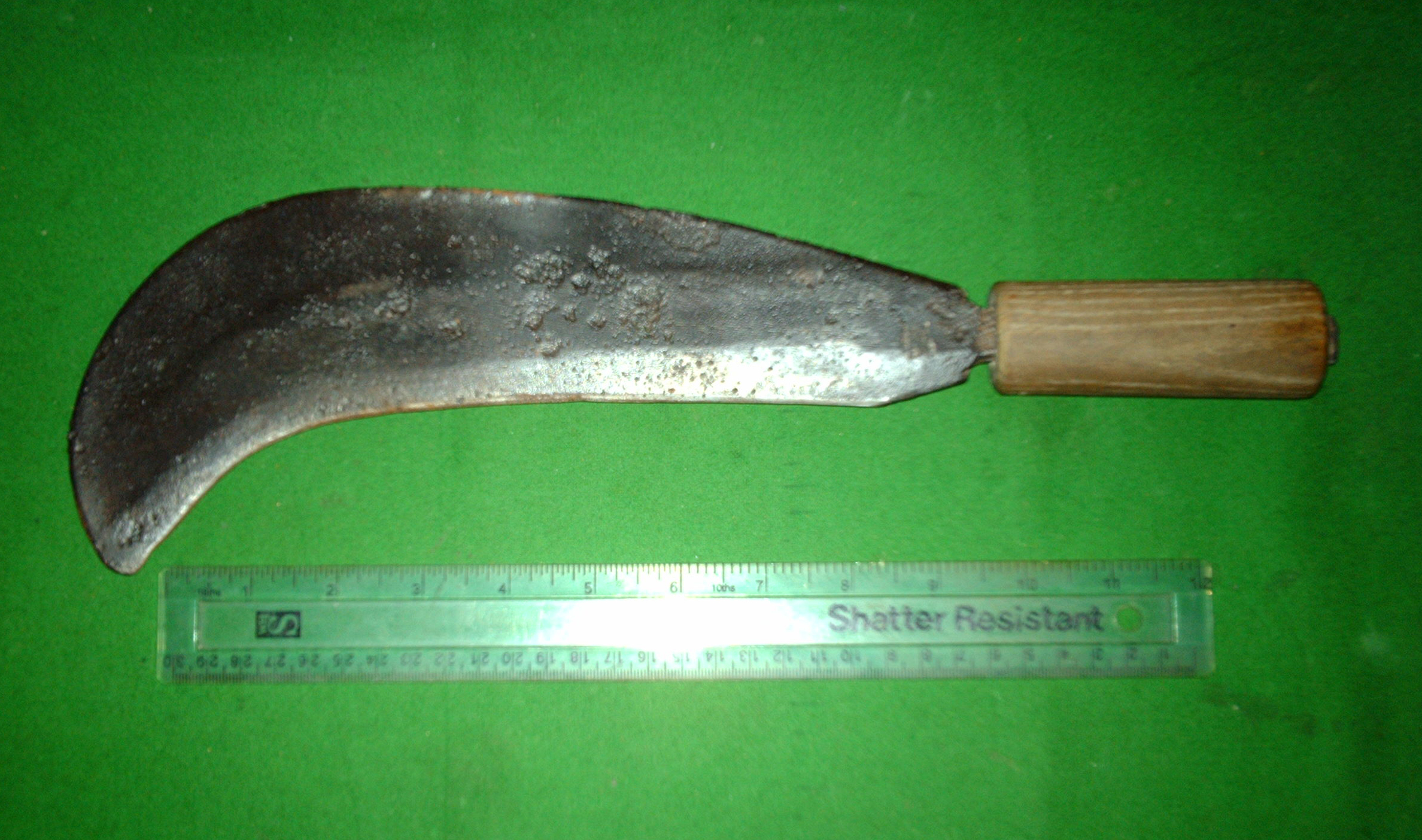
Billhook (Devon/England)
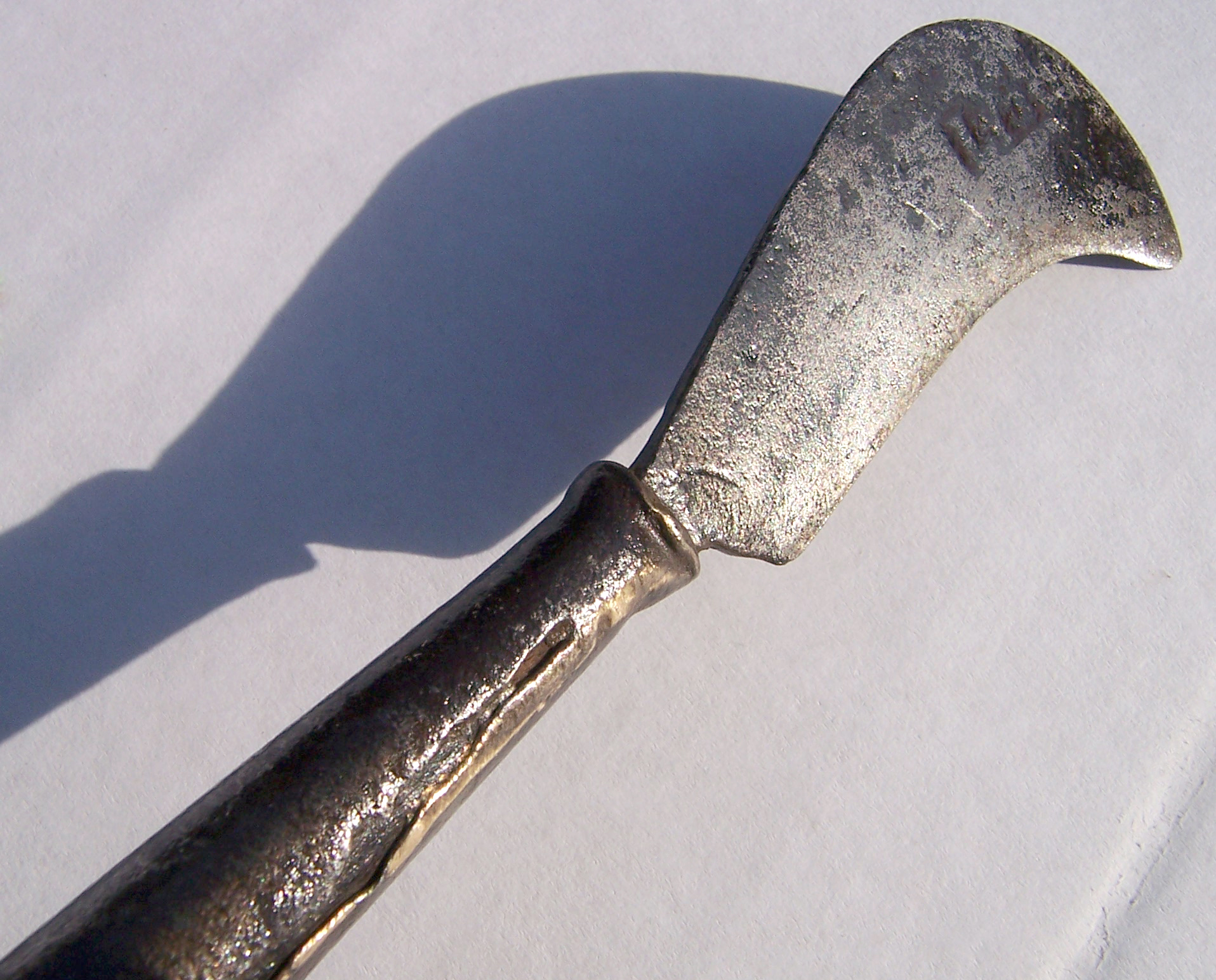
Serpette à vendanger (Frankreich, Loire)
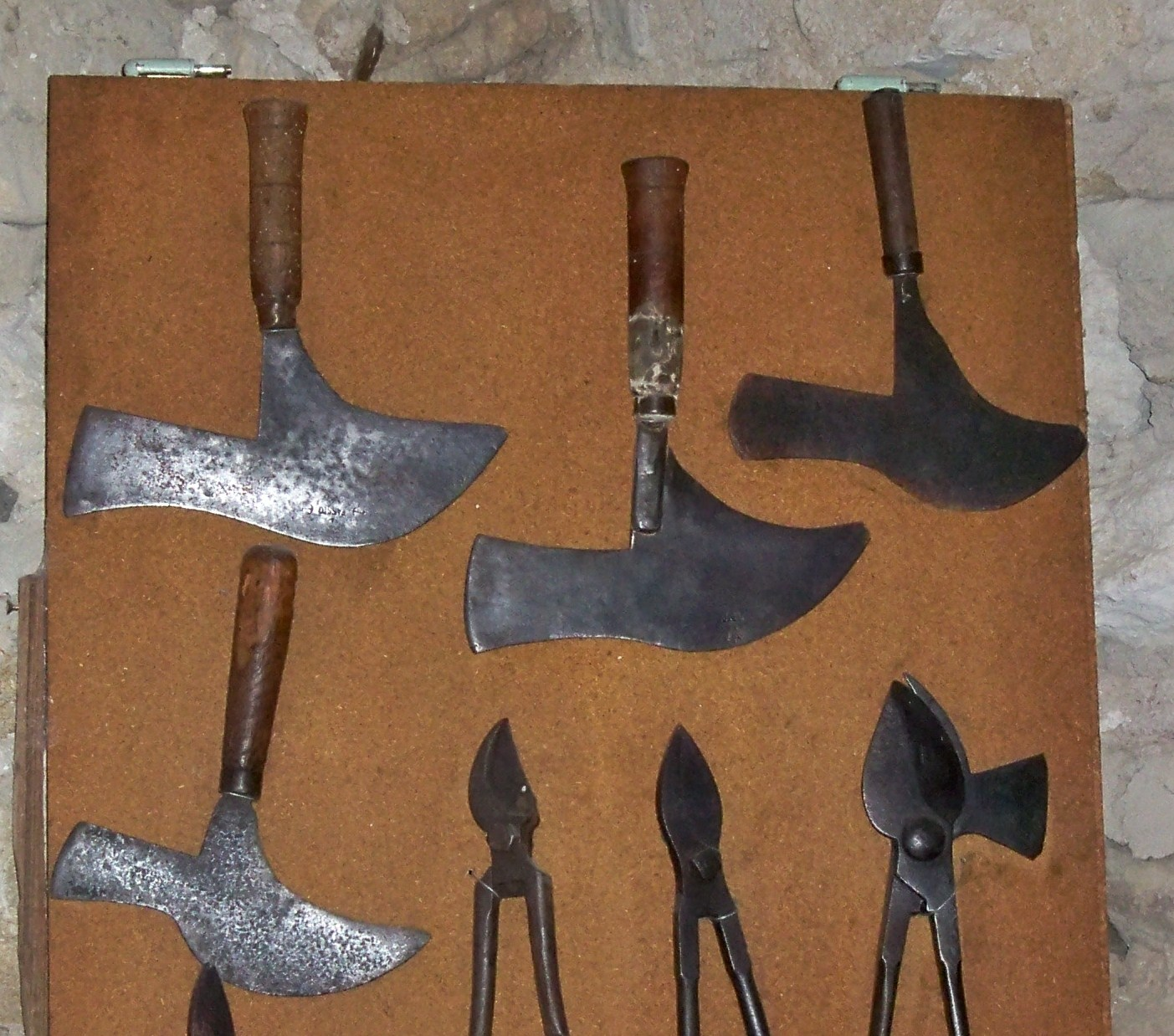
Poudadouire (Frankreich, Provence)
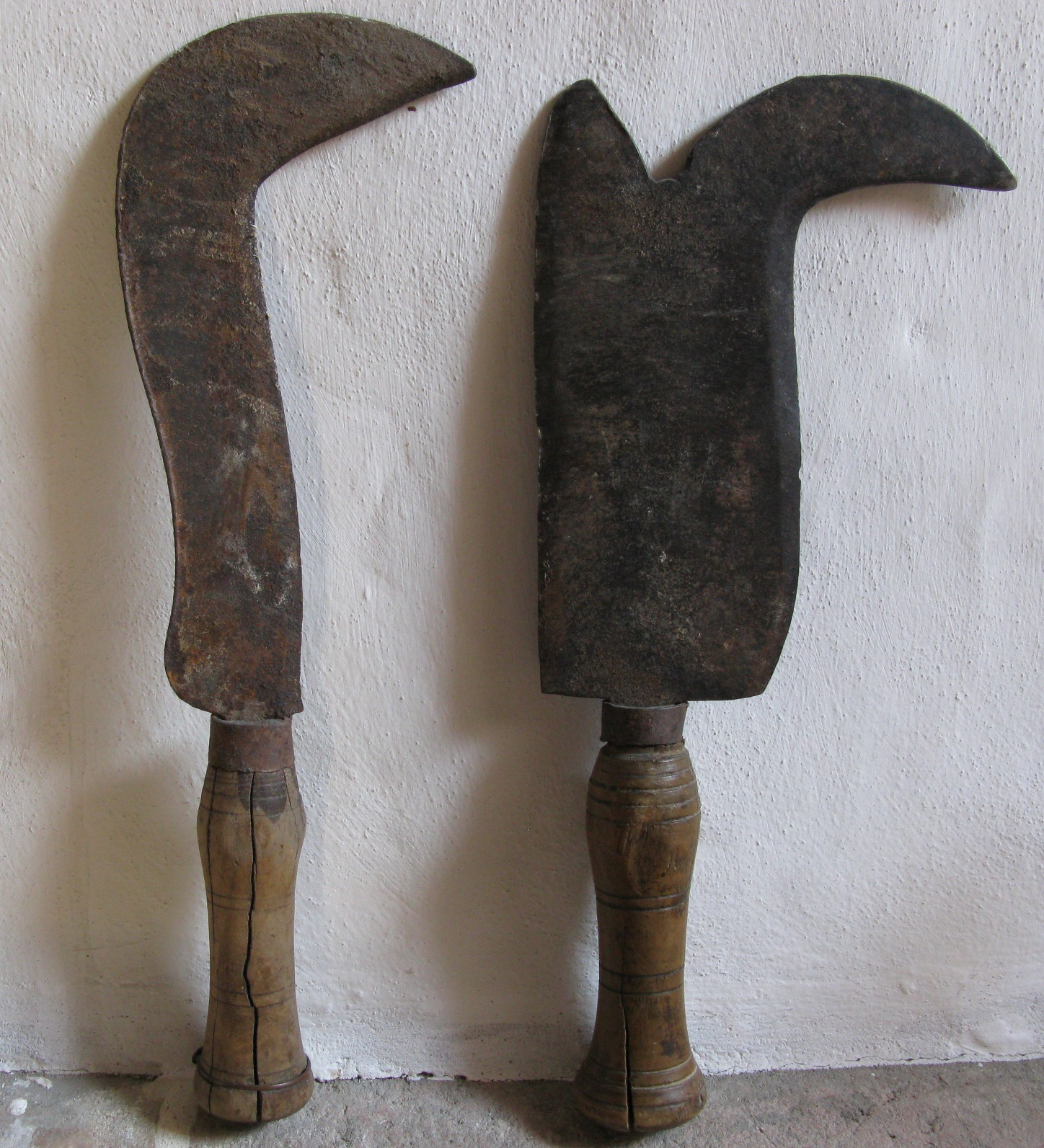
Roncole (Italien)

## Historische Darstellungen
Hippenförmige Messer werden seit der Bronzezeit für Rodungsarbeiten verwendet. Nachgewiesen sind schwere haumesserartige Sicheln aus Bronze, die als Laubsicheln verwendet wurden. Ein Exemplar kann im Württembergischen Landesmuseum Stuttgart besichtigt werden. Die Römer verwendeten ein der Hippe ähnliches Werkzeug mit der Bezeichnung falx arboria et silvatica, um Laubwerk und Zweige zu schneiden, die frisch oder getrocknet dem Vieh verfüttert wurden. Diese falces wurden auch an langen Griffstangen befestigt, um Laub in größeren Höhen schneiden zu können. Auch römische Handwerker wie Korbflechter und Rutenbinder schnitten mit diesen Laubmessern Zweige. Eine haumesserartige Falx wurde beispielsweise bei Kastell Niederbieber gefunden (Wolfgang Gaitzsch). Eine kleinere Variante war das Rebmesser, die falx vinatoria.
Columella beschreibt in seinem umfangreichen Lehrbuch zum Landbau De re rustica, das 1538 in deutscher Sprache erschienen ist, ein Mehrzweckgerät für den Wein- und Obstbau.
In der deutschen Ausgabe des von Petrus de Crescentiis um 1300 herausgegebenen Lehrbuchs Ruralia commoda wird die Verwendung des heppelyn zum Veredeln von Granatapfel beschrieben: „Sie werden gemanchfeltiget mit den pflantzen die man abeschnydet von irer muter stāme. Doch ist es besser das es sy ein zwyg einer elenlang und also dicke als ein axt helme an beyden enden geschlichtet mit einem scharpffen cleynen heppelyn und das er werde mit suwe mist wole bestrichen an dem haupte un(n) an dem untern teyle und werde schlim ingesenckt“.
Eine weitere Darstellung für die Verwendung einer haumesserartigen Hippe findet sich in der deutschen Ausgabe des Waldbau-Handbuchs des Franzosen Henri Louis Duhamel du Monceau von 1766. Es beschreibt die Herstellung von Faschinen, wie sie auch damals im Flussbau zur Befestigung der Ufer gebraucht wurden. Weiter wurden Faschinen zum Einbau von Schutzwehren beim Bau von Schanzen vom Militär in größeren Mengen gebraucht. Ebenso wurden Hippen bei militärischen Befestigungen verwendet, um das notwendige Holz für die Herstellung von Verhauen zu gewinnen und zu bearbeiten.

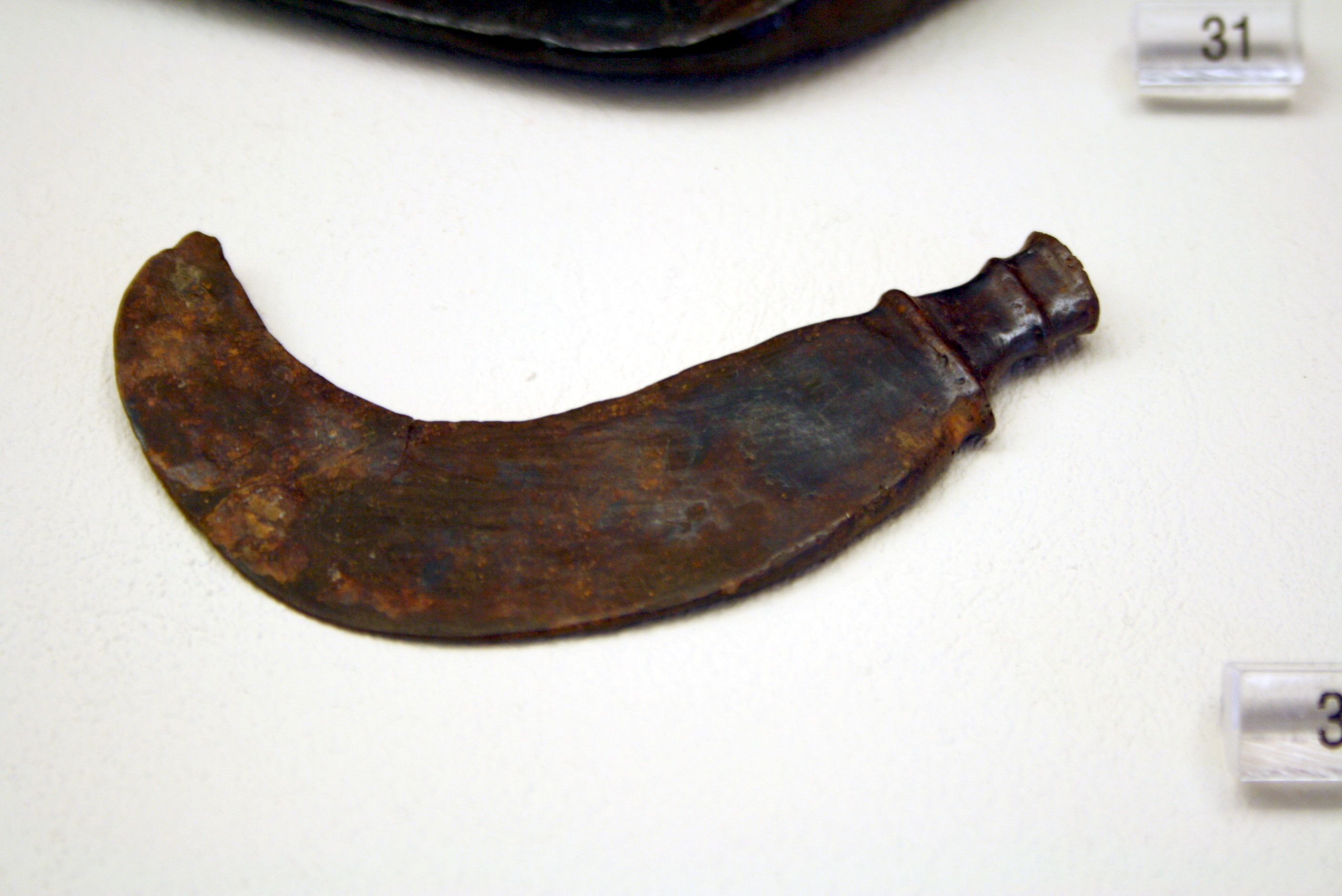
Antikes griechisches Haumesser aus Eisen in Form einer Hippe
Mehrzweck-Rebmesser nach Columella. Deutsche Ausgabe Straßburg 1538.
Verwendung des heppelyn zum Veredeln von Granatapfel. de Crescentiis; deutsche Ausgabe Speyer 1493
Herstellung von Faschinen mit Hilfe des Faschinenmessers nach du Monceau. Deutsche Ausgabe 1766

## Formen und Verwendung
Größere Haumesser wie Gertel, Knipp oder Säsle werden zum Abschlagen von Zweigen und Ästen, Beseitigen von Gestrüpp oder zur Herstellung von Reisigbündeln oder Grobholzwaren verwendet, während die früher gebräuchlichen Rebmesser kleine Hippen sind, die je nach Landschaft wieder eigene Namen haben. Im Obst- und Gartenbau verwendet man noch kleinere Versionen, die vielfach als Klappmesser angeboten werden.
Das Typische an einer Hippe ist die sichelähnlich geschwungene Klinge mit einer mehr oder weniger nach vorn zeigenden Spitze. Bei der Arbeit im Unterholz kann man mit dem gebogenen Vorderteil auch reißen. Je nach Verwendungsart und Region unterscheiden sich die Hippen auch in ihrer Gestalt. Bei schweren Ausführungen für Hauarbeiten ist die Schneide bis auf den vordersten Teil fast gerade. Es gibt regional auch Formen mit weniger ausgeprägtem oder gänzlich fehlendem „Adlerschnabel“.
Im Schusterhandwerk wurden früher hippenförmige Messer, die sogenannten Schusterkneipen, verwendet.

## Hippe als Haumesser
Die haumesserartige Hippe ist ein in der Forstwirtschaft unentbehrliches Kulturpflegegerät und dient dem Waldarbeiter zum Ausasten der Stämme, zum Zerkleinern von Reisig und zum Abhauen von Buschholz. Des Weiteren werden mit der Hippe Stockausschläge entfernt. Sie kann bis zu einem Astdurchmesser von ca. 5 cm eingesetzt werden. Die Klinge wird für solche Aufgaben oft mit einem Ballenschliff versehen, um zu verhindern, dass sich die Klinge im Holz verklemmt und um die Schärfe der stark belasteten Schneide länger zu erhalten. Die Stielhippe oder Einhand-Kulturhippe ist eine Ausführung mit einem ca. 60 cm langen Stiel, die zum Entasten von höheren Sträuchern und kleinen Bäumen verwendet wird.

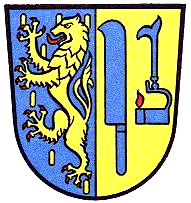
Wappen des Landkreises Siegen mit Haubergsknipp

Haumesserartige Hippen werden in England als Billhook bezeichnet, in Frankreich als Serpe bzw. Serpette für die kleinen Ausführungen. Heimatschützer in Großbritannien stufen das Billhook als wichtiges nationales Kulturgut ein.

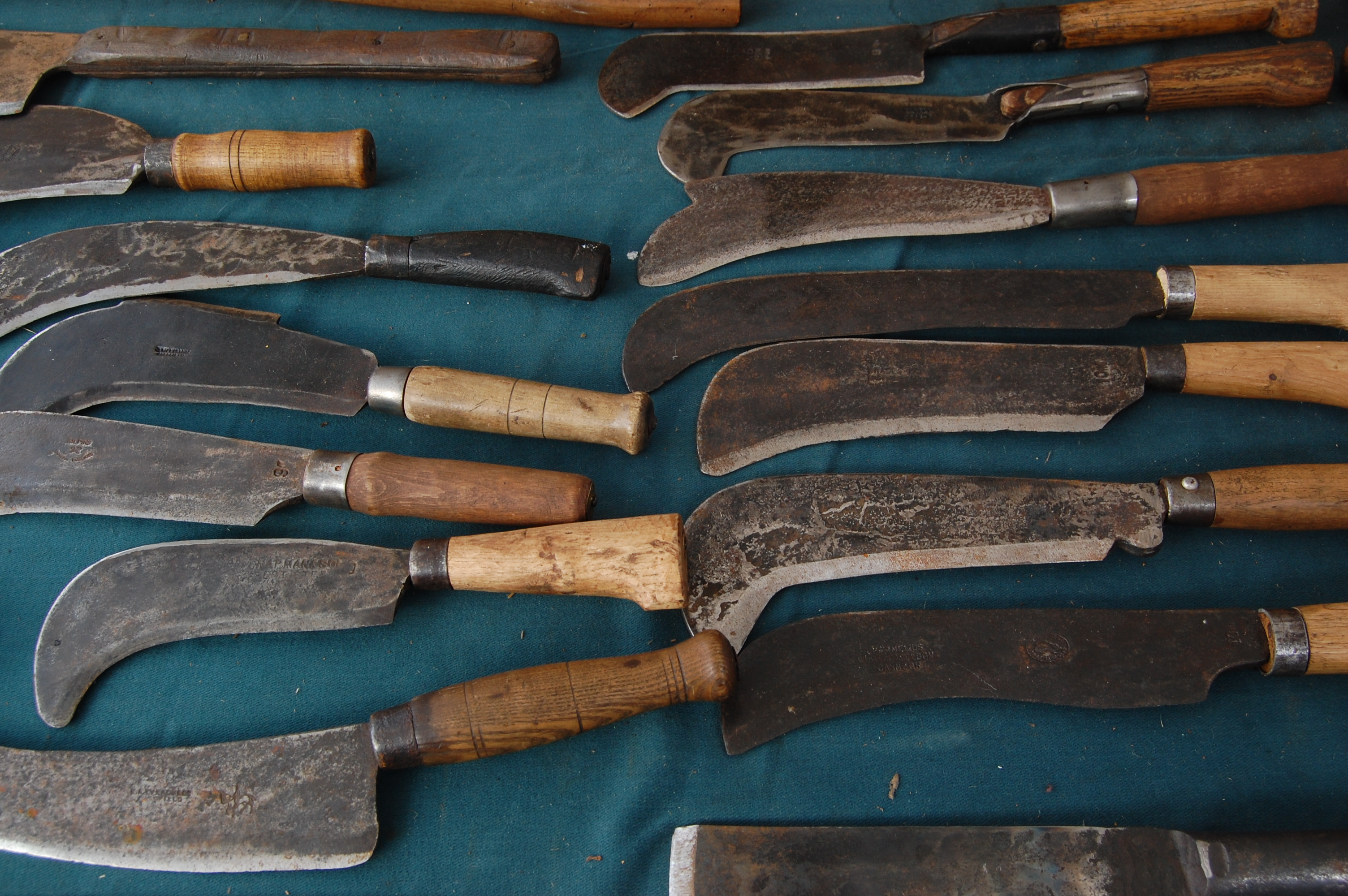
Angebote von Billhooks auf dem Jahrmarkt von Ludlow, Shropshire, England

Im Folgenden wird die Verwendung der haumesserartigen Hippen im deutschsprachigen Raum beschrieben, wobei diese überall in ähnlicher oder gleicher Weise eingesetzt worden sind, unabhängig von deren regionalen Bezeichnung.

### Praxe
Vor allem in Regionen mit wenig Grünland war früher das Schneiteln eine Form der Futtergewinnung. Dabei spielten Werkzeuge wie die Hippe bei der Aufarbeitung eine wichtige Rolle. So wurden in Kärnten die als Praxn, Braxn oder Hackmesser bezeichneten Hippen zum Zerkleinern feiner Äste auf dem Hackklotz verwendet. Dabei mussten die „Schnäbel“ der Praxn scharf geschliffen sein. Damit wurden die entfernt stehenden Ruten beim Heranziehen gleich abgeschnitten. Die Rückseite der Praxn war vielfach noch mit einem zusätzlichen stumpfen Haken versehen, mit dem man ebenfalls Äste heranziehen konnte. So konnte man auch Äste vom Boden aufnehmen, ohne sich allzu weit bücken zu müssen. Auch bei den Praxn gibt es je nach Verwendung unterschiedliche Formen. So werden die geschneitelten Tassn (Äste) mit einer Tassnpraxn bearbeitet, während zum Schneiden des Laubs Laubpraxn eingesetzt werden. Die im Montafon als Kress bezeichneten Haumesser haben ebenso wie die Schweizer Gertel am Stielende einen stumpfen Haken, mit dem man das Messer beim Klettern in den Hosengürtel einhängen kann.

### Gertel
Zahlreich sind die Formen der als Gertel bezeichneten Hippen in der Schweiz. Während in Deutschland eine vorn gebogene Hippe unter dem Namen Schweizer Gertel bekannt ist, heißt diese Ausführung in der Schweiz Tessiner Gertel oder Italiener Gertel. Daneben gibt es verschiedene Formen, so unter anderem solche ohne den bei Hippen ansonsten typischen gebogenen Vorderteil. Der Berner Gertel ist einfach ohne „Schnabel“ gebaut, während der Freiburger Gertel auf der Oberseite einen stumpfen Haken hat. Weitere Gertel gibt es in der Aargauer Form oder in der Waadtländer Form. Der heute häufig verwendete Schweizer Gertel mit Ledergriff hat eine Länge um 43 cm bei einem Gewicht zwischen 600 und 750 g.
Nach kann der Gertel in seiner Verwendung „zwischen Axt und Beil eingeordnet werden, wobei er seiner Form nach zu den Messerarten, der Funktion nach zu den Hiebwerkzeugen gehört“. Er wird danach zum Ausasten von Tannen ebenso verwendet wie zum Herstellen von „Reiswellen“. Genannt wird auch das „Blätter machen“ (Schneiteln) von Laubfutter, wie dies in vielen Gebirgsgegenden üblich war. Hasel- und Weidenruten wurden für die Herstellung von Körben geschnitten und derart gewonnene Birkenzweige und Astwerk von Heidekraut zu Besen verarbeitet. Weiter wurde und wird der Gertel zum Entfernen von Dornengestrüpp und Buschwerk verwendet. Erwähnt wird auch die Verwendung im Haus, etwa zur Herstellung sogenannter „Wedeln“, also von Kienspänen. Diese Aufgabe wurde meist von der Hausfrau übernommen.

### Knipp

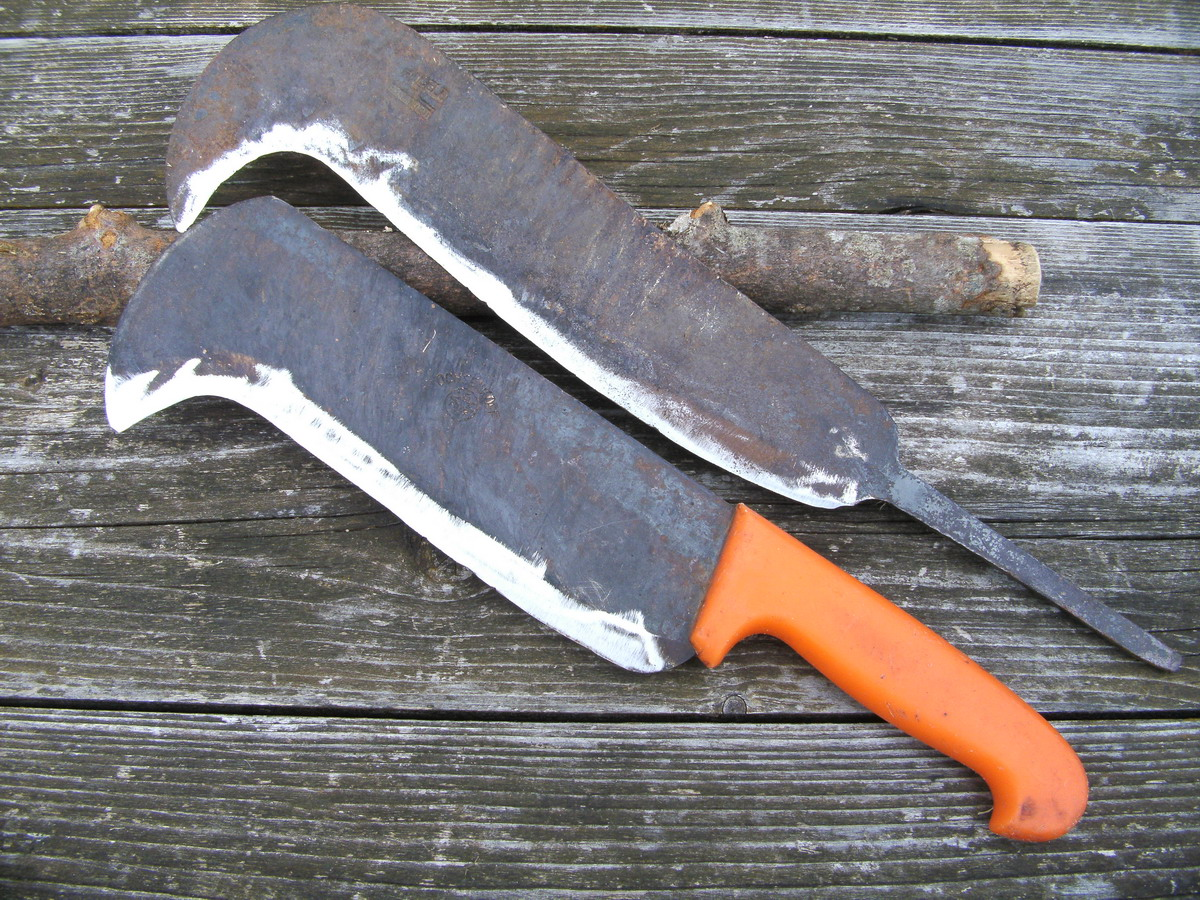
Die Klinge eines alten Knipps ohne den dazugehörigen Griff, darunter ein Knipp mit Plastikgriff

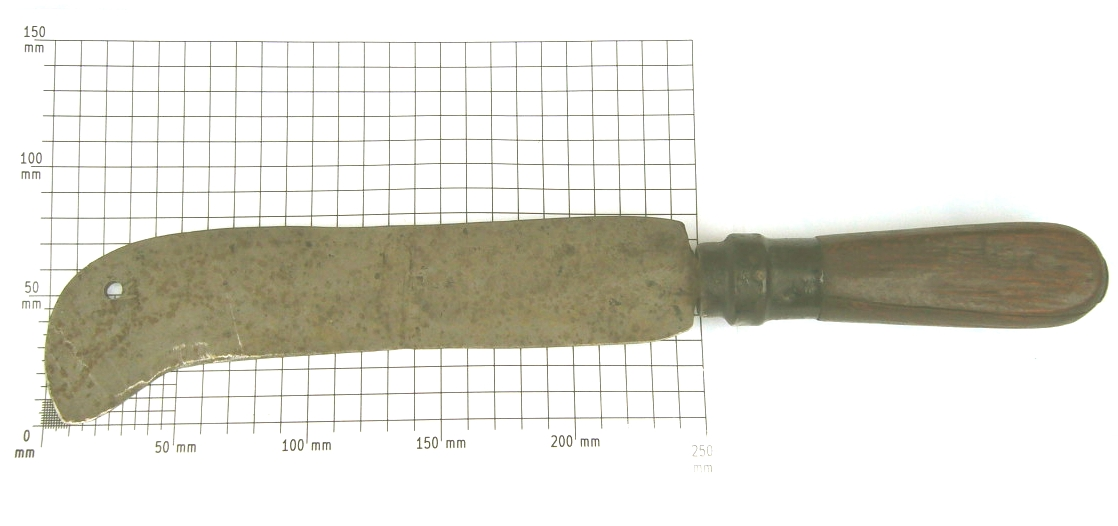
Siegerländer Knipp mit konischem Holzgriff vor Messraster.

Das Knipp ist die Bezeichnung für Hippe in der Siegerländer Haubergwirtschaft. Es gleicht nach Größe und Verwendung den süddeutschen Gertel oder Säsli und besteht aus einer breiten, starken Klinge, deren Spitze nach vorn abgebogen ist (und die so einen leichten Haken formt – ähnlich der Spitze eines Papageienschnabels), mit einem Griff daran.
Im Siegerland wird es von den Waldbauern vom 15. Jahrhundert an bis heute bei der Waldarbeit eingesetzt. Johann Heinrich Jung schreibt dazu 1775: Die Bauern „haben schwere Messer mit hölzernen Stielen, welche sie eine Heppe nennen, an welcher vorne ein Schnabel quer vorstehet, welcher das Instrument schützt, damit sie nicht leicht damit in Erde und Steine hauen mögen, es hat übrigens viele Ähnlichkeit mit dem Messer, welches die Böttger gemeiniglich im Schurzfell stecken haben. Mit diesem Werkzeuge gehet ein jeder in den Hagen, suchet seinen Jahn auf (so nennen sie die abgeteilten Stücke des Gebüsches), und alsdann hauen sie alles Gehölze, welches nicht über einen Daumen dick ist, nebst den Ästen der größeren Bäume, soweit sie dieselben erreichen können, rein und kahl aus.“
Das Haubergsknipp ist das Wappenzeichen des Landkreises Siegen und unterscheidet sich vom herkömmlichen Knipp durch den Griff und die Klingenform. Der Griff zeichnet sich durch einen kegelförmigen Aufbau aus, hierdurch wird die Griffigkeit erhöht und das Haubergsknipp kann nicht mehr so leicht aus der Hand gleiten. Bei der Klinge ist der Dorn an der Spitze nicht so stark ausgeprägt. Die Klingen, aber auch die Griffe der Knipps wurden vielfach mit Verzierungen versehen, außerdem haben die Schmiede als Schöpfer dieser Volkskunst ihre Initialen in das Metall eingeprägt.

### Säsli
Auch das Säsli des Schwarzwalds war ein unentbehrliches Werkzeug der dort als Reutbergwirtschaft bezeichneten alten Nutzungsform. Hierzu wurden ebenfalls spezielle Formen mit einem weniger ausgeprägten Schnabel hergestellt, die als Säsli Reuther angeboten wurden.
Das Säsli wurde im Schwarzwald, im Breisgau und in der Ortenau jedoch auch für weitere Arbeiten verwendet, so um „Wellen“ zu produzieren, also Bündel aus dünnen Ästen und Reisig. Mit dem Haumesser wurde das Reisig vom Stamm abgeschlagen, auf dem Hackklotz mit dem Säsli auf etwa 80 cm abgelängt, um anschließend mit Hilfe eines „Wellenbocks“ gebündelt zu werden. Im Kaiserstuhl werden die Bündel aus Trieben der Weinrebe auch als „Sermde“ (abgeleitet von lateinisch sarmentum; Reisig aus Rebholz, Faschinen) bezeichnet. Die „Wellen“ oder „Sermde“ wurden meist im Kachelofen zum Anheizen verwendet. Im Schwarzwald wurden die Säsli auch zum Schnitzen von Schindeln benutzt, die zum Decken der Dächer, teilweise auch der Außenwände noch heute Verwendung finden.
Eine eher kuriose Verwendung des Säsli oder Sächsli ist noch heute die Herstellung von hölzernen Schiiwe „Scheiben“ oder Reedli „Rädchen“, wie sie im Alemannischen Raum beim Schiiweschiesse oder Reedlischiesse gebraucht werden. Sowohl aus dem Breisgau als auch aus dem Baselbiet wird über diesen Brauch und die Funktion des Haumessers dabei berichtet.

### Moderne Forstwerkzeuge

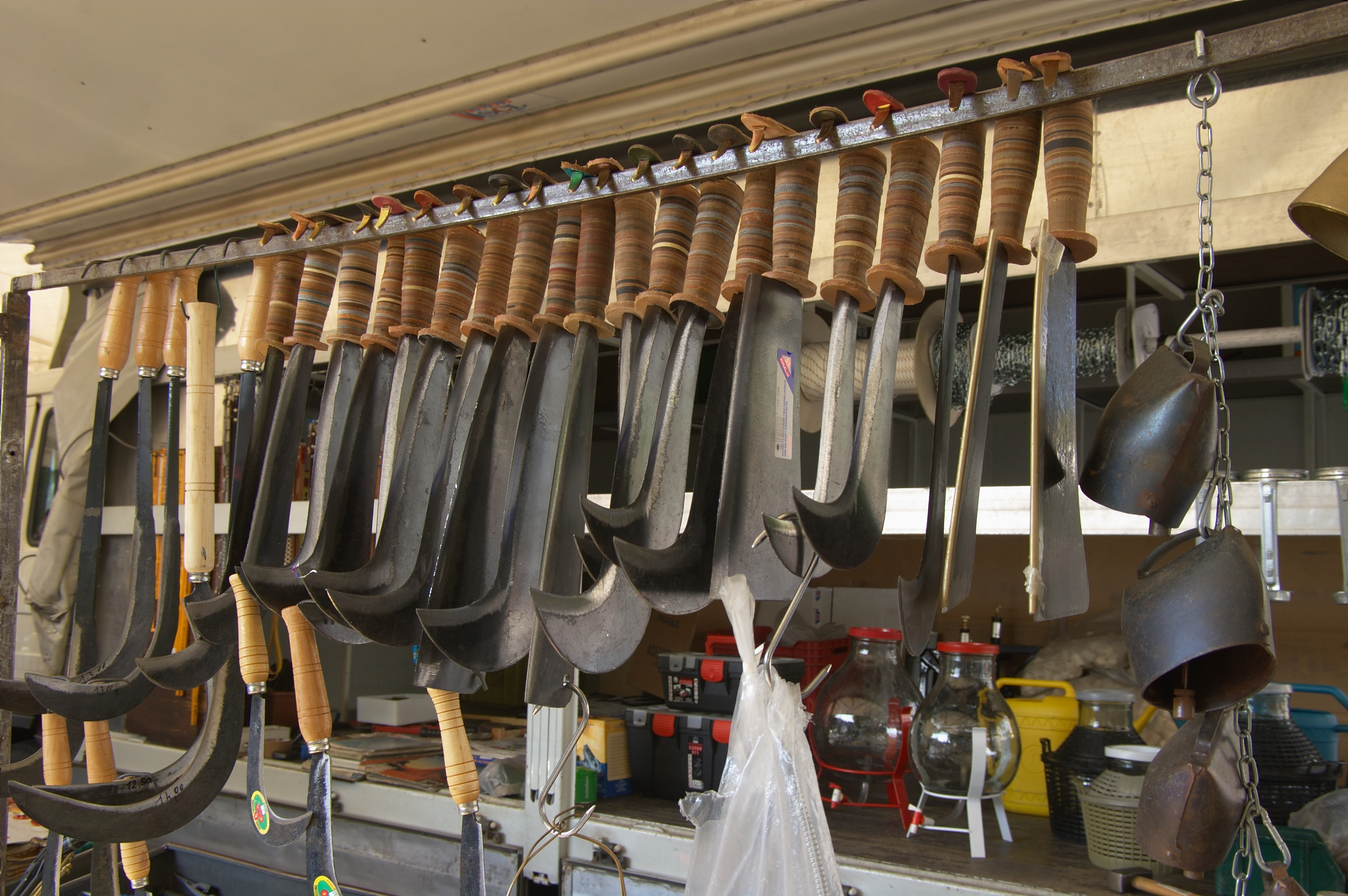
Verschiedene Heppen im Landhandel (Italien, Piemont)

In der heutigen Forstwirtschaft werden Geräte verwendet, die als Gertel, Praxe oder Heppe angeboten werden. In Österreich angebotene Praxen haben typisch eine Messerlänge von 20 bis 25 cm und sind mit Stiel etwa 40 cm lang. Sie entsprechen etwa den in der Schweiz im Handel erhältlichen Berner bzw. Freiburger Gerteln.
Weit verbreitet ist der Schweizer Gertel bzw. Tessiner Gertel, der eine Länge von ca. 43 cm hat. Darüber hinaus gibt es Einhand-Kulturheppen, die meist noch eine Rückenschneide haben. Ausführungen dieser Heppen gibt es mit 40 oder 90 cm Stiellänge, die mit dem Schneideteil dann 56 bzw. 120 cm lang sind. Je nach Produkt und Verwendung gibt es verschiedene Ausbildungen der gebogenen Vorderschneide. Die in der Steiermark gebräuchliche Oberwölzer Staudenpraxe gibt es in kurzer Ausführung mit ca. 40 cm Länge und besitzt oft eine Rückenschneide.
Heppen werden zum Vereinzeln dichter Naturverjüngungen, zum Entfernen von Dornengestrüpp, kleinerer Sträucher und Geäst verwendet, je nach Größe auch zum Durchforsten von Stämmchen bis 50 mm Durchmesser.

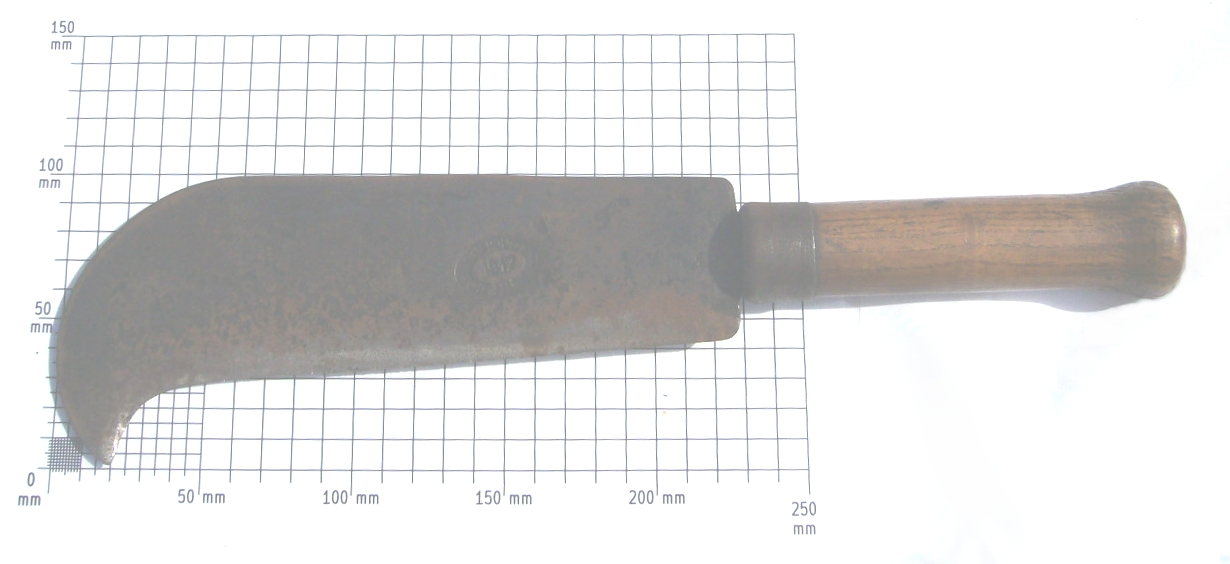
Hippe (um 1917)

### Hersteller
Noch heute werden Haumesser unter Bezeichnungen wie Heppe, Praxe, Gertel, Roncola, Roncette oder Billhook von teilweise traditionsreichen Hammerschmieden hergestellt. Dabei produzieren manche der Hersteller bis zu achtzig Modelle. Speziell Billhooks werden in England auch als Einzelstücke geschmiedet. Unter anderem produzieren folgende Unternehmen solche Geräte:
- Adler-Werkzeugfabrik in Waghäusel (Baden-Württemberg); seit 1919
- Fratelli Rinalde di Rinaldi Faustino & C. snc in Brembilla (Bergamo) / Italien; seit mehr als 200 Jahren
- Himmelberger Zeughammerwerk Leonhard Müller & Söhne, Frantschach-Sankt Gertraud (Kärnten); seit 1675
- John Beavis Olivemead Forge, Chippenham (Wiltshire) / England
- Emile Leborgne, Pont de Bens (Isère) / Frankreich[37]
- Leonelli Cav. Lanfranco s.n.c., Castelraimondo (Macerata) / Italien; seit 1835
- Maxime Leloupe (Toucy) / Frankreich[38]
- Mario Valsecchi & Figli srl., Calolziocorte (Lecco) / Italien
- A. Morris & Sons Ltd. – The Iron Mills, Dunsford (Devon) / England; seit ca. 1820
- Panzeri Tools s.n.c., Cisano Bergamasco (Bergamo) / Italien
- SHW-Schmiedetechnik, Friedrichstal (Baden-Württemberg); gegr. 1761 von Herzog Christoph von Württemberg[39]
- TINA Messer, Reutlingen / Deutschland seit über 150 Jahren[40]

## Rebmesser

### Geschichte und Verwendung

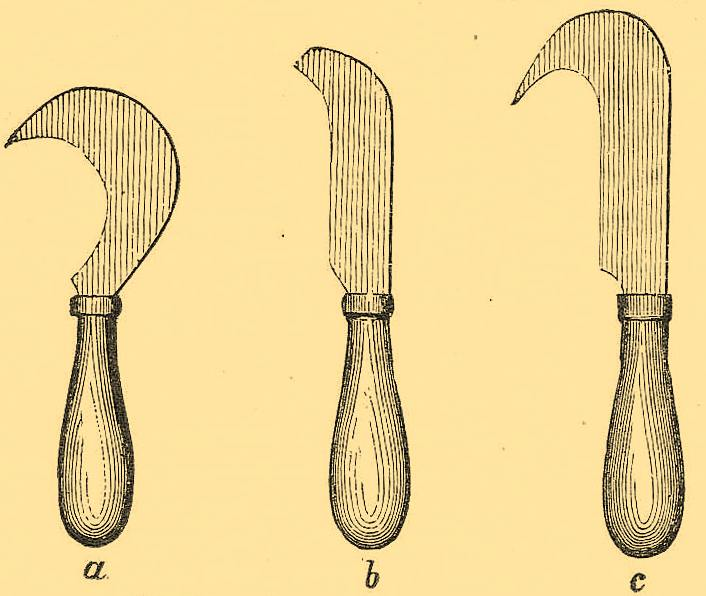
Historische Rebmesser

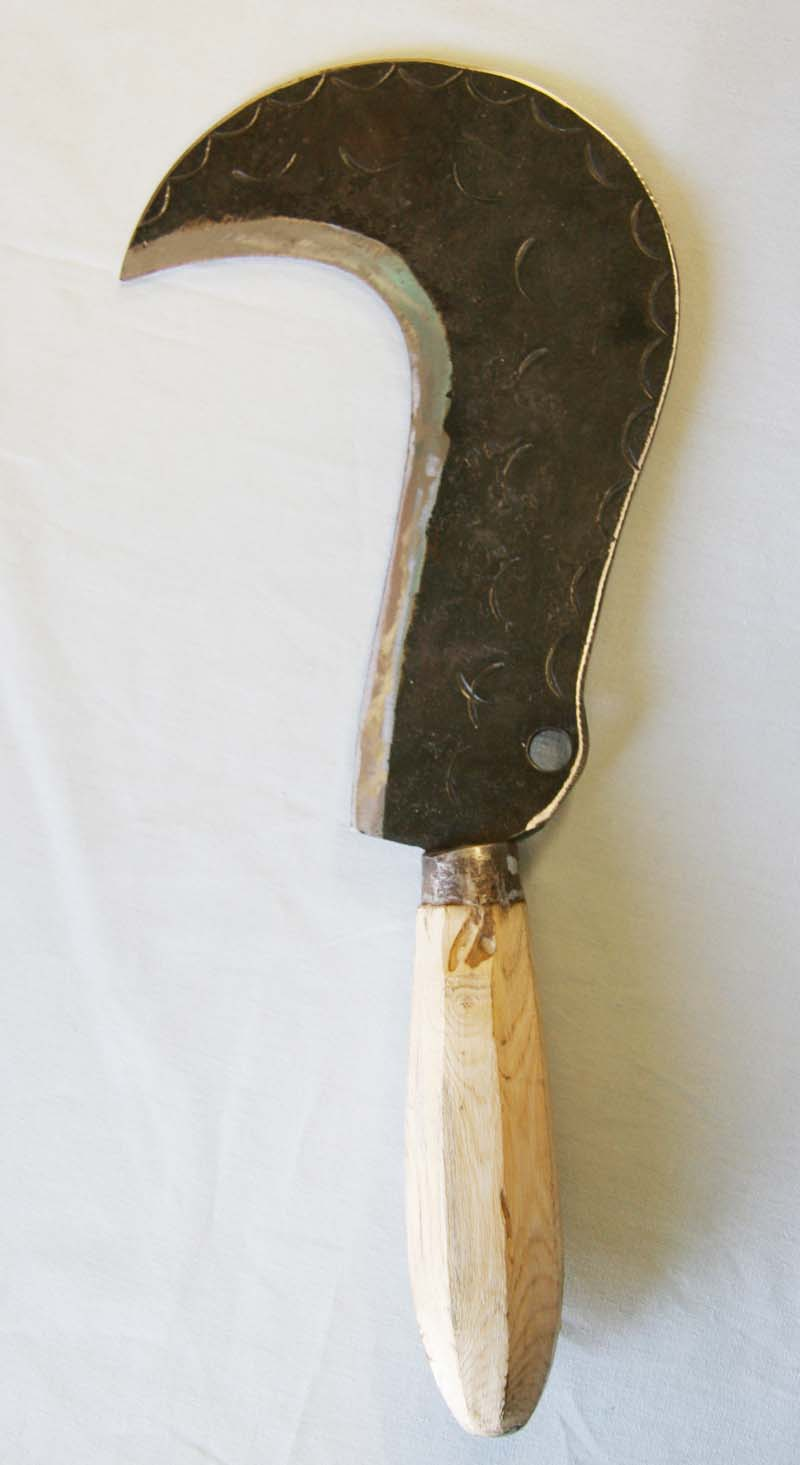
Rebmesser aus Istrien

Vorläufer hippenförmiger Rebmesser lassen sich bis in die Eisenzeit zurückverfolgen. So gibt es Funde aus der Latènezeit oder römische Hakenmesser, die bei Nattenheim in der Eifel gefunden worden sind. Auch in der römischen Mythologie hatte das gebogene Rebmesser als Requisit des Feld- und Waldgotts Silvanus eine Bedeutung. Silvanus wird in zahlreichen Abbildungen halbnackt mit dem Rebmesser in der rechten Hand abgebildet und zeigt sich zudem geschmückt mit Feldfrüchten. Rebmesser tauchen bei Grabungen nördlich der Alpen regelmäßig auf, was von Archäologen vielfach so gedeutet wird, dass die Römer an solchen Fundorten Weinbau betrieben haben. Wie die haumesserartigen Hippen brachten die Römer mit der Verbreitung des Weinanbaus im 2. und 3. Jahrhundert in Gallien und Germanien ihre typisch gekrümmten Rebmesser (falx vinatoria) mit.
Im Unterschied zu den haumesserartigen größeren Laubhippen haben die kleineren Rebmesser eine Klinge mit einer Länge von 5 bis 15 cm und werden überwiegend zum ziehenden Schnitt eingesetzt, das heißt, der Benutzer zieht das Messer beim Schnitt zu sich hin. Seltener wird mit dem Rebmesser auch durch Drücken geschnitten, jedoch nie gehackt. Ansonsten ähneln die Rebmesser in der Form den verbreiteten haumesserartigen Hippen, die Klinge ist also zugespitzt und endet mit einem mehr oder weniger konkav gekrümmten Bogen. Wimmer hat für die Rebmesser und Gartenhippen eine Typisierung nach Form und Verwendung vorgenommen.
Das Rebmesser besteht wie alle Hippen aus einer sichelförmig gebogenen Klinge (mit der Schneide auf der Innenseite) aus geschmiedetem Stahl und einem meist gedrechselten Griff aus Holz, der natürlich gut in der Hand liegen muss. Wertvollere Rebmesser hatten einen Griff aus besonderem Material, etwa aus Horn oder aus gelbem Holz des Buchsbaums. Griff wie Klinge waren gelegentlich verziert und die Winzer trugen das Messer mit Stolz. In manchen Weingegenden wurde ein regelrechter Kult mit den Winzermessern getrieben.
Winzer benutzten das Rebmesser zum Beschneiden der Weinstöcke und zum Ausschneiden der Weinbeeren sowie bei der Lese. Die größte Verbreitung hatte es zwischen etwa 1650 und 1850. Zumindest im Weinbau wird es seit der Einführung der Rebschere (um 1950 je nach Region) praktisch nicht mehr verwendet.

### Heraldik und Volkskunst

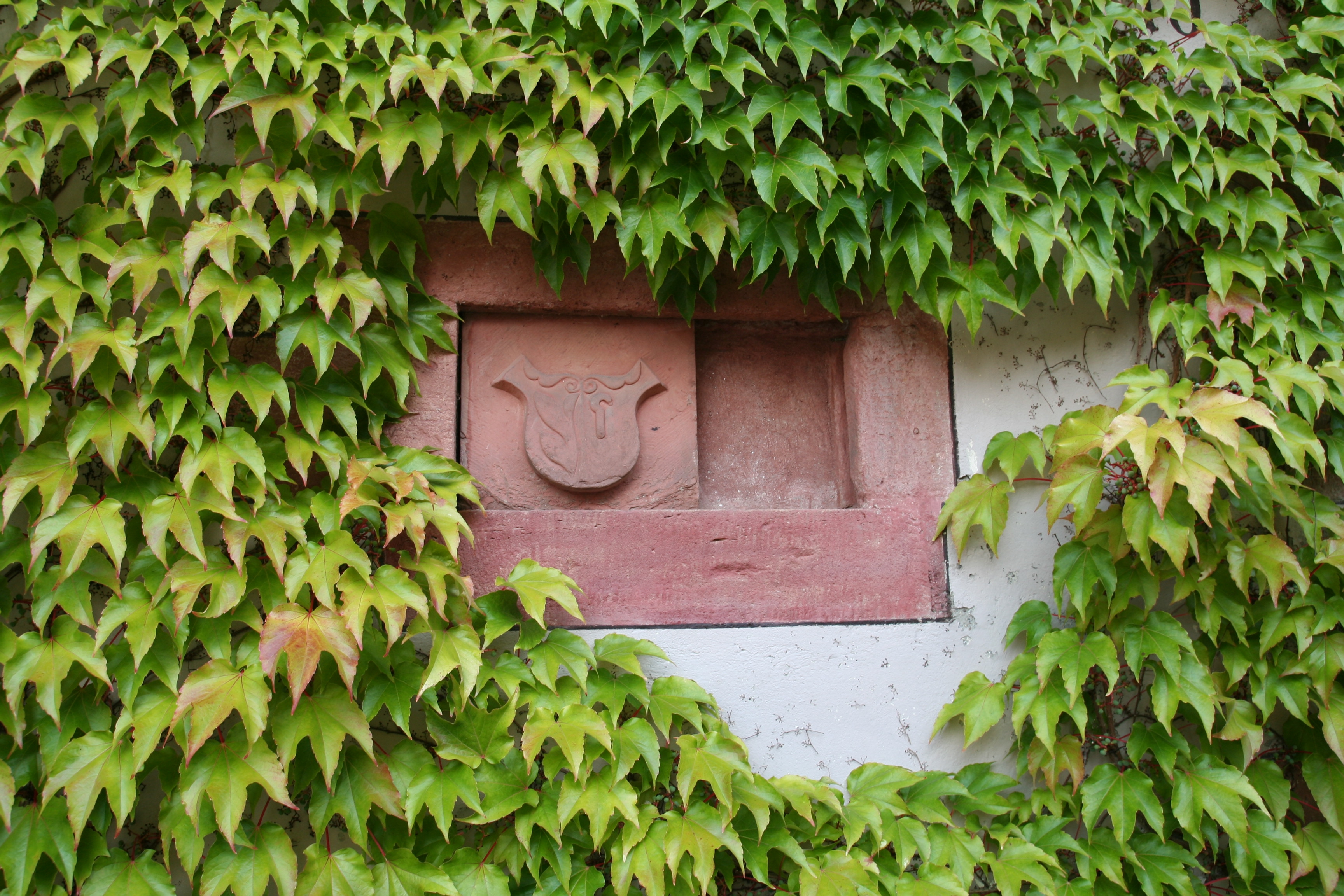
Rebmesser auf einem Steinschieber

Das Rebmesser taucht auch in Weinbaugebieten häufig als Symbol des Winzerstandes in Steinmetzarbeiten auf, so vor allem in Torschlusssteinen alter Winzerhöfe oder an anderen markanten Stellen von Gebäuden, etwa an Steinschiebern von Kellerfenstern. Zwei gekreuzte Weinbergshapen zieren ein Wappenfenster in der Heilbronner Kilianskirche von 1487. Zudem ist das im Wappen vieler Gemeinden, seltener in Familienwappen zu finden.

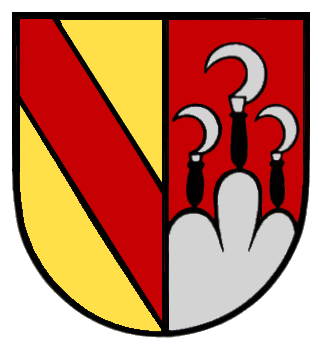
Wappen von Bickensohl im Kaiserstuhl
Wappen von Großenlüder, Landkreis Fulda
Wappen Haardt an der Weinstraße, Ortsbezirk von Neustadt
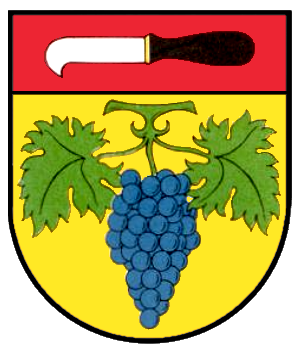
Wappen von Haltingen, Landkreis Lörrach
Wappen von Worms-Heppenheim
Wappen der Gemeinde Ihringen auf einem Grenzstein am Totenkopf
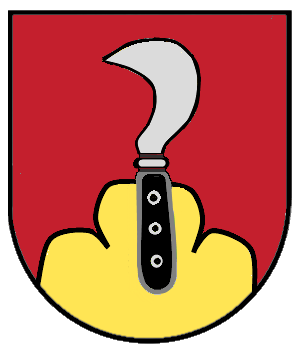
Wappen von Endingen-Kiechlinsbergen, Landkreis Emmendingen
Wappen von Köndringen, Landkreis Emmendingen
Wappen von Laudenbach, Rhein-Neckar-Kreis
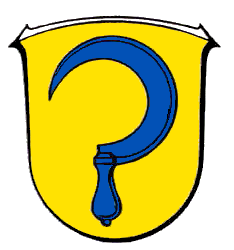
Wappen von Lorsbach, Main-Taunus-Kreis
Wappen von Malterdingen, Landkreis Emmendingen
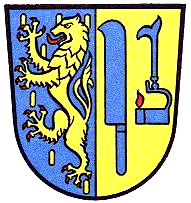
Wappen des Kreises Siegen: Heppe (bzw. Knipp) als Symbol für den Hauberg
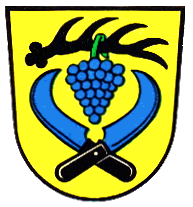
Wappen von Strümpfelbach (Weinstadt), Rems-Murr-Kreis
Wappen von Talheim, Landkreis Heilbronn
Wappen von Waigolshausen, Landkreis Schweinfurt
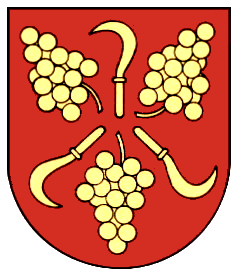
Wappen von Zell-Weierbach, Ortenaukreis
Wappen von Rustroff in Lothringen
Wappen von Oberglogau (Głogówek), Woiwodschaft Oppeln, Polen
Wappen von Mattersburg, Österreich (unsicher)
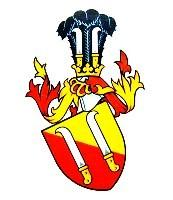
Stammwappen derer von Dietrichstein in Kärnten
Gemeindewappen von Dättlikon, Schweiz mit Halbmond
Wappen von Flurlingen, Schweiz (3 Messer auf Dreiberg)
Wappen von Gächlingen, Schweiz
Wappen von Oberengstringen, Schweiz (beide mit Pflugschar)
Wappen von Mötschwil, Schweiz
Wappen von Tschugg, Schweiz
Rebmutz im Wappen von Tüscherz-Alfermée, Schweiz
Rebmutz im Wappen von Twann, Schweiz
Wappen von Riesbach, Stadtteil von Zürich, Schweiz

## Gartenhippe

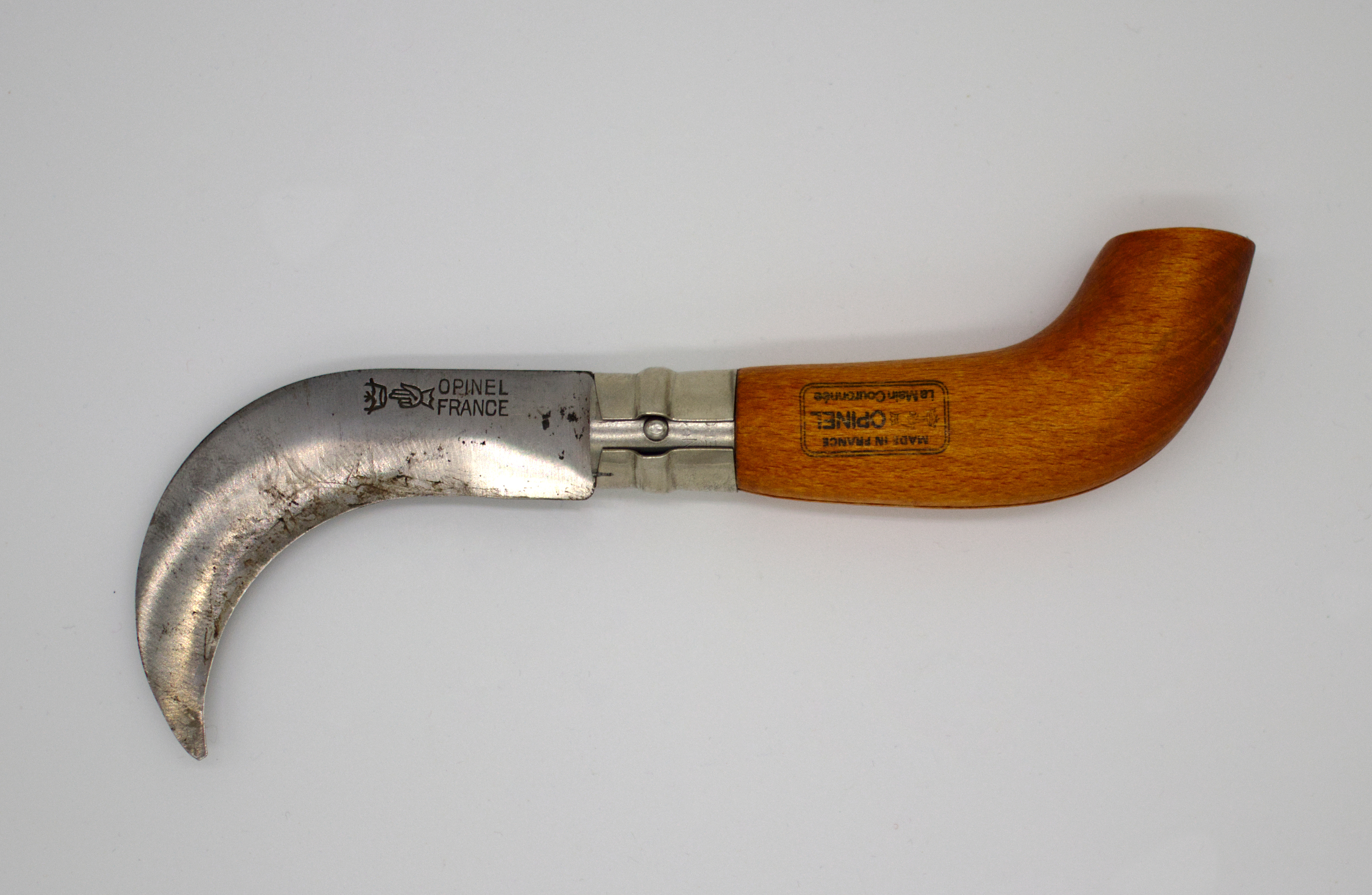
Gartenhippe als Klappmesser (Modell aus Frankreich)

Die kleinste Ausführung eines gebogenen Messers ist die Gartenhippe oder Gärtnerhippe. Entsprechende Geräte werden bereits im 15. Jahrhundert erwähnt. Im Gegensatz zum Rebmesser wird die Gartenhippe noch heute vielfach verwendet.
Meistens ist die Gärtnerhippe als Klappmesser ausgeführt. Die Heftlänge der heute angebotenen Gartenhippen liegt zwischen ca. 9 cm und 12 cm, die einklappbaren Klingen sind nur einige Zentimeter kürzer. Die Griffe sind vielfach mit Holzbeschalung, Messingeinlagen und Messingnieten gebaut und haben je nach Bauart ein Gewicht von 50 g bis zu 170 g.

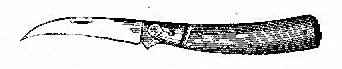
Gartenhippe mit schwacher Krümmung. Pomologische Monatshefte:1. Heft:Die Werkzeuge des Baumwärters 1855

Gartenhippen werden von vielen Gärtnern und Baumschulern sowohl als Veredelungsmesser wie auch als Universalmesser eingesetzt. So finden sie vor allem bei der Veredelung von Gehölzen Verwendung. Für Veredelungen werden besonders scharfe Klingen benötigt, um die Beschädigung im Bereich der Knospe, insbesondere des Kambiums, durch den Schnitt möglichst gering zu halten. In diesem Falle wird ein sehr spitzer Winkel von ungefähr 5 Grad verwendet. Für die Veredelungsart Kopulieren oder für das Schneiden kräftiger Pfropfköpfe wird eine nur einseitig geschliffene Klinge verwendet, um so leichter einen perfekt geraden Schnitt ausführen zu können. Die Universalmesser werden andererseits nicht so extrem scharf und auch auf beiden Seiten symmetrisch geschliffen, da die Schneide bei dieser Verwendung auch größeren Kräften (z. B. „Ausputzen von Wildlingen“ beim Aufasten) standhalten muss. Meist nutzen die Ausführungen als Taschenmesser unterschiedliche Klingen für die verschiedenen Aufgaben.
Bei der Geißfußveredelung werden die Einkerbungen insbesondere bei starken Unterlagen mit der Hippe ausgeführt, während bei kleineren Reisern vielfach auch Okuliermesser mit gerader Schneide eingesetzt werden können. Weiter eignet sich die Gartenhippe zum Anheben der Rinde beim sogenannten Anplatten.
In der Baumschule werden oft größere Gärtnerhippen verwendet, etwa zum Abschneiden von Stecklingen, Steckhölzern und schlanken Holztrieben. Leichtere Gartenhippen werden zur Pflege von Stauden oder wie eine kleine Sichel bei der Ernte im Kräutergarten verwendet.

## Ausstellungen
- Forstmuseum Ballenberg in der Schweiz (online)
- Werkzeugmuseum der Gesellschaft Les Amis de l'Outil in Bièvre (online)
- Weinbaustube Kleingartach in Eppingen; Rebmesser (online)
- Musée de la Vigne et du Vigne de l'Abbaye de Sainte Radegonde bei Le Loroux-Bottereau; Weinbaumuseum (online)
- Musée National des Arts et Traditions Populaires in Marseilles; Schnittgeräte aus dem Weinbau (Archivversion)
- Deutsches Weinbaumuseum in Oppenheim; Rebmesser (online)
- Siegerland-Museum im Oberen Schloss in Siegen; Haubergsknipp (online)

## Die Hippe in Bibel und Dichtung
- Luther hat in seiner Bibelübersetzung das griechische δρέπανον/drépanon/Sichel mit Hippe übersetzt, soweit die Funktion des Rebmessers angesprochen war. Offenb. 14,14-19 lautet:

„14Vnd ich sahe / vnd sihe / eine weisse wolcke / vnd auff der wolcken sitzen einen / der gleich war eines menschen Son / der hatte eine güldene Krone auff seinem Heubt / vnd in seiner Hand eine scharffe Sichel 15Vnd ein ander Engel gieng aus dem Tempel / vnd schrey mit grosser stimme zu dem / der auff der Wolcken sass / Schlag an mit deiner Sicheln vnd erndte / Denn die zeit zu erndten ist komen / denn die Erndte der erden ist dürre worden. 16Vnd der auff der Wolcken sass / schlug an mit seiner Sicheln an die Erde vnd die erde ward geerndtet.“

„17Vnd ein ander Engel gieng aus dem Tempel im Himel / der hatte eine scharffe Hippen. 18Vnd ein ander Engel gieng aus dem Altar / der hatte macht vber das fewr / Vnd rieff mit grossem geschrey zu dem / der die scharffe Hippen hatte / vnd sprach / Schlag an mit deiner scharffen Hippen / vnd schneite die Drauben auff erden / denn jre Beer sind reiff. 19Vnd der Engel schlug an mit seiner Hippen an die erden / vnd schneit die Reben der erden / vnd warff sie in die grosse Kelter des zorns Gottes. 20Vnd die Kelter ward ausser der Stad gekeltert / vnd das Blut gieng von der Kelter bis an die zeume der Pferde / durch tausent sechshundert feldwegs.“

In der ersten kirchenamtlichen Revision der Lutherbibel 1892 blieb die Bezeichnung Hippe erhalten, in der Fassung von 1912 (2. Revision) ebenso, wurde jedoch mit einem Vermerk versehen und mit „Rebmesser“ erklärt. In der Textfassung von 1984 (3. Revision) wurde die Hippe durch die Bezeichnung Winzermesser ersetzt.
- In einem der populären Verse des Alten Testaments (Jesaja 2,4) verwendet Luther die Bezeichnung Hippe für das Rebmesser,

„4 Vnd er wird richten vnter den Heiden / vnd straffen viel Völcker / Da werden sie jre Schwerter zu Pflugscharen / vnd jre Spiesse zu Sicheln oder Hippen machen. Denn es wird kein Volck wider das ander ein Schwert auffheben / vnd werden fort nicht mehr kriegen lernen.“

Die Luther-Ausgabe von 1912 verwendete noch den Begriff Hippe, während in der Übersetzung 1984 nur noch von der Sichel die Rede ist.
In der Dichtung stellt die Hippe (synonym zu Sense oder Sichel) das Werkzeug des Todes dar. Die Schnitterin führt ihre Sichel, wie der Mäher seine Sense, und der Tod hat in der bildlichen Darstellung seine Sense oder Hippe.
- Zum Schädel ohne Zopf und Schopf, Zum nackten Schädel ward sein Kopf; Sein Körper zum Gerippe Mit Stundenglas und Hippe. Gottfried August Bürger – Leonore fuhr ums Morgenrot
- Drohend schwang er seine Hippe, Drohend sprach das Furchtgerippe: Fort, du teurer Bacchusknecht! Fort, du hast genug gezecht! Gotthold Ephraim Lessing – Der Tod
- Im Prachtgewand, das Haupt bekränzt, Und Lachen auf der Lippe, Sitzen sie froh beim Lebensbankett. Da trifft sie jählings die Hippe. Heinrich Heine – Miserere
- man sieht dir jetzt die gute Zeit an; dir fehlt nur noch das Stundenglas und die Hippe, ..  Novalis – Heinrich von Ofterdingen.
- Hohl und hager, wandelnde Gerippe, keuchen sie in des Cocytus Boot. Gebt den Armen Stundenglas und Hippe, Huh! – und vor euch steht der Tod. Friedrich Schiller – Der Venuswagen.
- Zwischen den Säulchen aber, und zwar mit Blick auf den Flur, war eine Rokokouhr angebracht mit einem Zeitgott darüber, der eine Hippe führte. Theodor Fontane – Der Stechlin.
- Und ob sie ihn zehn Jahre behalten, er wird mich finden, ich werde so lange leben, das weiß ich, merk dirs, Tod, ich bin von jetzt an ein Stein vor deiner Hippe, sie wird eher zerspringen, als mich aus der Stelle zu rücken. Friedrich Hebbel – Maria Magdalena
- Sitzt einmal ein Gerippe, Hoch auf dem Wagen vorn, Trägt statt Peitsche die Hippe, Stundenglas statt Horn – … Rudolf Baumbach – Der Wagen rollt (bekannter als Volkslied Hoch auf dem gelben Wagen).

### Videos
- Hedge Laying with bill hook
- A quick look at my billhooks
- Billhook – New England Permaculture
- Gastraphetes – Whittling and bark removal
- Billhook Survival Knife
- Herstellung eines Billhook
- A Load of Old Billhooks (1)